# Wärmedurchgang

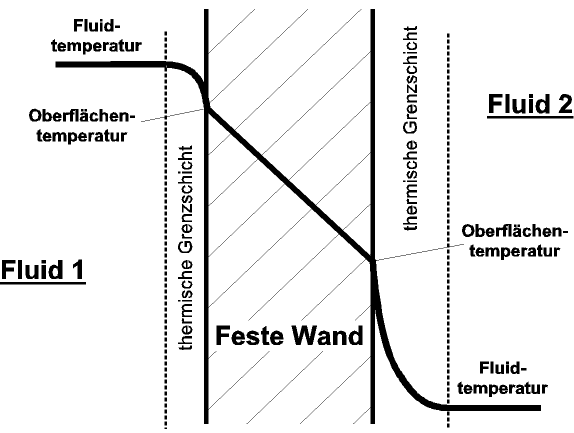
Wärmedurchgang

Wärmedurchgang wird die Wärmeübertragung von einem Fluid durch eine Wand auf ein anderes Fluid genannt. Er umfasst drei Vorgänge:
- Wärmeübergang von Fluid 1 auf die Oberfläche der Wand

- Wärmeleitung durch die Wand

- Wärmeübergang von der Oberfläche der Wand auf Fluid 2

Die Wärmestromdichte {\displaystyle \textstyle {\dot {q}}} durch eine Wand der Fläche {\displaystyle \textstyle A} berechnet sich mit dem Wärmedurchgangskoeffizienten {\displaystyle k} (im Bauwesen auch U genannt) mit 
{\displaystyle {\dot {q}}=k\cdot \Delta T},
wobei {\displaystyle \textstyle \Delta T} die Temperaturdifferenz zwischen den beiden Fluiden in ausreichendem Abstand von der Wand bezeichnet. Der Wärmedurchgangskoeffizient hängt einerseits von der Geometrie und der thermischen Leitfähigkeit der Wand ab. Andererseits hängt er auch von den beiden Wärmeübergangskoeffizienten zwischen den Fluiden und der Wand ab, die wiederum vom Strömungsfeld (ausgedrückt durch die Reynolds-Zahl) und den physikalischen Eigenschaften der Fluide (Prandtl-Zahl) abhängig sind und über Nußelt-Funktionen berechnet werden können.